# 1878 في كندا
فيما يلي قوائم الأحداث التي وقعت خلال عام 1878 في كندا.

## سياسة

### تعيين في المنصب
- 1 يناير – جون ماكدونالد عضو مجلس العموم الكندي،رئيس وزراء كندا.
- 6 مايو – روبرت شامبرز عمدة مدينة كيبك  [لغات أخرى]‏.
- 11 يوليو – إدوارد بارون شاندلير Lieutenant Governor of New Brunswick [الإنجليزية]‏.
- 17 سبتمبر – ويليام إليوت عضو مجلس العموم الكندي.

### انتهاء فترة المنصب
- 1 يناير – بيتر موريسون عمدة تورونتو [الإنجليزية]‏.
- 1 يناير – جون فيليبس عضو الجمعية التشريعية لنيو برونزويك ‏.
- 1 يناير – جون ماكدونالد عضو مجلس العموم الكندي.
- 1 يناير – روبرت روبنسون عضو الجمعية التشريعية لنيو برونزويك ‏.
- 1 يناير – كولن كامبل عضو مجلس نواب نوفا سكوشا ‏.
- 6 فبراير – جيمس شو عضو مجلس الشيوخ الكندي ‏.
- 6 مايو – أوين ميرفي عمدة مدينة كيبك  [لغات أخرى]‏.
- 16 سبتمبر – ألفرد جونز عضو مجلس العموم الكندي.
- 16 سبتمبر – باتريك باور عضو مجلس العموم الكندي.
- 16 سبتمبر – جيمس هال عضو مجلس العموم الكندي.
- 16 سبتمبر – جيمس يونغ عضو مجلس العموم الكندي.
- 16 سبتمبر – ويليام جيبسون عضو مجلس العموم الكندي.
- 17 سبتمبر – جون ووكر عضو مجلس العموم الكندي.
- 17 سبتمبر – روبرت سميث عضو مجلس العموم الكندي.
- 8 أكتوبر – ألكسندر ماكينزي رئيس وزراء كندا.
- 16 أكتوبر – ديفيد كريستي رئيس مجلس الشيوخ [الإنجليزية]‏.
- 18 ديسمبر – روبرت أتكينسون ديفيس member of the Legislative Assembly of Manitoba ‏.

## مواليد

### يناير
- 1 يناير – بيرسي كوين سياسي كندي.
- 5 يناير – جوزيف سترونج سياسي كندي.
- 10 يناير – ديكي بون لاعب هوكي جليد كندي.
- 11 يناير – بيرسي شابمان بلاك سياسي كندي.
- 16 يناير – إدوارد جيمس يونغ سياسي كندي.

### فبراير
- 1 فبراير – جورج كامبل لاعب لاكروس كندي.
- 2 فبراير – إدوارد جيمس جيبسون هولاند عسكري كندي.
- 10 فبراير – جيني سمايلي روبرتسون
- 11 فبراير – والتر إيوينغ لاعب رماية كندي.
- 18 فبراير – إميل فورتين سياسي كندي.
- 27 فبراير – ويليام هربرت بورنس سياسي كندي.

### مارس
- 20 مارس – ويليام هاربر عالم فلك كندي.

### أبريل
- 1 أبريل – فرانك ديكسون لاعب لاكروس كندي.
- 11 أبريل – فرانك أوليفر كول كاتب كندي.
- 16 أبريل – تشارلز والتر سيمبسون
- 20 أبريل – ويليام روبرت موريسون سياسي كندي.

### مايو
- 9 مايو – بين سيمبسون لاعب كرة قدم كندي.
- 11 مايو – آدم أكرس سياسي كندي.

### يونيو
- 10 يونيو – هنري بي راسيل
- 22 يونيو – لوسون عمر كليفورد سياسي كندي.
- 24 يونيو – سيدني بي. ميتشيل أمين مكتبة كندي.

### يوليو
- 14 يوليو – إرنست فريدريك أرمسترونغ سياسي كندي.
- 23 يوليو – جيمس توماس ميلتون أندرسون سياسي كندي.
- 31 يوليو – هيو جون مونتجومري سياسي كندي.

### أغسطس
- 3 أغسطس – ديك غرانت عداء مراثوني من الولايات المتحدة الأمريكية.
- 5 أغسطس – ألبرت إي. تود سياسي كندي.
- 15 أغسطس – توماس كينيدي سياسي كندي.
- 22 أغسطس – إدوارد جونسون مغني كندي.

### سبتمبر
- 1 سبتمبر – ويليام ديك سياسي كندي.
- 3 سبتمبر – صموئيل هنتر آدامز سياسي كندي.
- 9 سبتمبر – جون غريغوري سياسي كندي.

### أكتوبر
- 1 أكتوبر – ويليام إرنست باين سياسي كندي.
- 26 أكتوبر – ويليام هنري كولينز جيولوجي كندي.

### نوفمبر
- 12 نوفمبر – توماس هاميلتون بيل سياسي كندي.
- 14 نوفمبر – جان ماري بلرين سياسي كندي.
- 30 نوفمبر – دانيال هاركورت قالبرايث سياسي كندي.

### ديسمبر
- 26 ديسمبر – آيسايا بومان
- 30 ديسمبر – كلارنس كوري لاعب كرة قاعدة من الولايات المتحدة الأمريكية.

## وفيات

### مارس
- 18 مارس – تشارلز فريدريك هارت (مواليد 1840)

### أكتوبر
- 2 أكتوبر – سيريل ديون (مواليد 1843) لاعب بلياردو كندي.

### نوفمبر
- 1 نوفمبر – روبرت الكسندر هاريسون (مواليد 1833) سياسي كندي.